# Мемориал (электронный архив)
ОБД «Мемориал» — обобщённый электронный банк данных (ОБД), содержащий информацию о советских воинах, погибших, умерших и пропавших без вести в годы Великой Отечественной войны, а также в послевоенный период. База данных создана Министерством обороны Российской Федерации (Минобороны России), техническая часть проекта реализована компанией ЭЛАР.
По состоянию на 2015 год, в базе данных содержится 37 млн записей из архивных документов (из них — 16,6 млн цифровых копий документов о безвозвратных потерях периода Великой Отечественной войны из 47,8 тыс. архивных дел ЦАМО РФ, ЦВМА, РГВА, ГА РФ, региональных архивов Росархива, районных военкоматов и 45,3 тыс. паспортов воинских захоронений) и более 11 млн записей из Книги Памяти (оцифровано более 1000 томов).

## История создания
Работа над ОБД «Мемориал» была начата в соответствии с Перечнем поручений Президента Российской Федерации от 23 апреля 2003 года №пр-698 по вопросам организации военно-мемориальной работы в Российской Федерации и Указом от 22 января 2006 года № 37 «Вопросы увековечения памяти погибших при защите Отечества».
В 2006—2008 годах Военно-мемориальным центром Вооружённых Сил Российской Федерации (ВС России) была проведена уникальная по масштабам, технологии и срокам исполнения работа, в результате которой создана информационно-справочная система, не имеющая аналогов в мировой практике. ОБД был создан путём сканирования, обработки и занесения в информационно-поисковую интернет-систему архивных документов, хранящихся в Центральном архиве Минобороны России и в Военно-мемориальном центре ВС России.
К 2008 году в рамках проекта отсканировано и размещено в открытом доступе в интернете около 10 000 000 листов архивных документов и свыше 30 000 паспортов воинских захоронений. Содержащаяся в них персональная информация составила более 20 000 000 записей (нередко несколько записей относятся к одному и тому же человеку).
В 2008 году начался второй этап работ: уточнение информации по конкретным персонам и объединение записей из разных источников, относящихся к одному лицу. Благодаря системе обратной связи пользователи ОБД «Мемориал» могут также сообщать о замеченных неточностях в базе или присылать свои дополнения.
Для просмотра первой версии сайта требовалась установка программы Flash 9. В HTML-версия сайта это ограничение снято.
В дальнейшем ОБД планируется пополнить информацией, касающейся погибших и пропавших без вести воинов в период других военных конфликтов XX века, находящейся на хранении в архивах Российской Федерации.
В 2015 году был запущен портал «Память народа», который объединяет базы данных ранее реализованных Министерством обороны РФ проектов о Второй мировой войне «Мемориал» и «Подвиг народа», а также содержит сведения о потерях и награждениях солдат и офицеров Первой мировой войны.

## Представление информации в ОБД

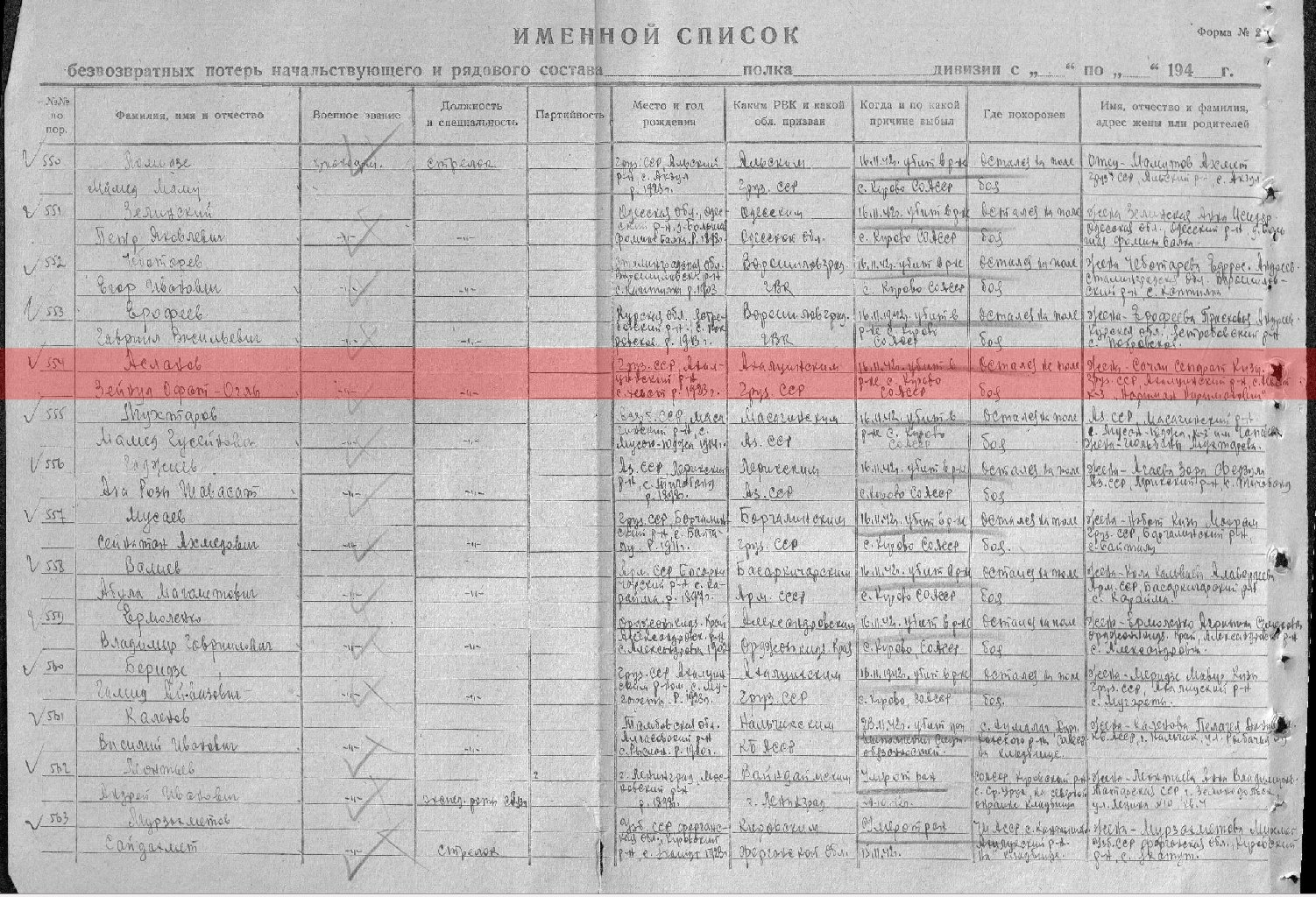
Пример электронной копии фрагмента донесения о безвозвратных потерях из ОБД «Мемориал»

Главная цель проекта — дать возможность миллионам граждан установить судьбу или найти информацию о своих погибших или пропавших без вести родных и близких, определить место их захоронения. В ходе создания ОБД «Мемориал» были обработаны фонды 58 и 33 («Донесения боевых частей о безвозвратных потерях» и картотека учёта советских военнопленных), хранящиеся в ЦАМО России, а также документы фонда «Паспорта захоронений», хранящиеся в ВМЦ ВС России.
Основной массив обработанных документов составляют:
- донесения боевых частей о безвозвратных потерях,
- прочие архивные документы, уточняющие потери (похоронки, документы госпиталей и медицинских санитарных батальонов (медсанбатов), трофейные карточки советских военнопленных и т. д.),
- паспорта захоронений советских солдат и командиров (офицеров).

Каждая запись в ОБД содержит фамилию, имя, отчество, дату рождения, дату выбытия и место рождения военнослужащего (при условии, что все они указаны в документе). Более того, на сайте выложены отсканированные копии всех исходных документов, содержащих информацию о персонах. В них нередко содержатся дополнительные данные, в том числе имена и адреса родственников, которым отсылались похоронки.

## Проблема ограничения доступа
С 28 января 2010 года доступ к части информации о персоналиях был ограничен в связи со вступлением в силу Федеральных Законов от 27 июня 2006 года № 152-ФЗ «О персональных данных» (в ред., ст.9 и ст.19), а также от 22 октября 2004 года № 125-ФЗ «Об архивном деле в Российской Федерации» (в ред. ст.25). Как сообщалось на сайте ОБД, информация, которая может послужить поводом для умаления достоинства личности, чести и репутации воинов (о людях, перешедших на сторону немецких войск, об осужденных военным трибуналом и т. п.). заменена на общие формулировки («отправлен на передовую» и иная причина выбытия, смерти), а также был ограничен доступ к просмотру электронных копий документов, на которых, помимо конкретно разыскиваемого воина можно увидеть информацию на других людей с указанными выше причинами выбытия.
Эта мера вызвала широкое обсуждение, вскоре на сайте Солдат.ru было опубликовано письмо Президенту России Д. А. Медведеву с просьбой разобраться в ситуации и восстановить доступ пользователей к сведениям ОБД. Письмо было подписано поисковиками России, стран СНГ и Балтии, родственниками погибших и пропавших без вести воинов, представителями общественности. Под письмом на сайте Солдат.ru, а также на форуме сайта ВГД было оставлено несколько тысяч подписей, письмо было также размещено в блоге Президента.
9 февраля 2010 года в программе новостей телеканала НТВ был показан сюжет о закрытии части информации в ОБД; в интервью корреспонденту НТВ начальник Управления Минобороны России по увековечению памяти погибших при защите Отечества Александр Кириллов сообщил, что в течение февраля управление планирует разобраться с ситуацией, поскольку «не для того база данных создавалась, чтобы её разместить и закрыть».
В начале марта 2010 года на сайте ОБД появилось сообщение о том, что ограничения по работе с информацией сняты, поскольку Главное правовое управление Минобороны России проанализировало данный вопрос и решило, что информация на сайте ОБД «Мемориал» не подпадает под действие вышеуказанных законов и свободный доступ к ней следует восстановить.

### Материалы в СМИ
- Память обо всех защитниках Отечества должна быть увековечена
- Электронный Мемориал в Генштабе
- В Минобороны полностью завершили работу над электронной базой данных «Мемориал»
- Работа на историю: Электронный архив помогает найти павших героев
- Хранители истории: Корпорация «Электронный архив» награждает лучших сотрудников проекта ОБД «Мемориал»

### Близкие сайты
- Помните нас! (Общая база данных памятников ВОВ)
- Победа 1945. Никто не забыт — Ничто не забыто!
- Оставь в памяти - Не забывайте никогда (Страницы памяти, онлайн мемориал)
- Ищем пропавших без вести во Второй мировой войне с помощью интернета // ИТ Экстрим. 28 апреля 2017.